# Pápua Új-Guinea a 2004. évi nyári olimpiai játékokon
Pápua Új-Guinea a görögországi Athénban megrendezett 2004. évi nyári olimpiai játékok egyik részt vevő nemzete volt. Az országot az olimpián 3 sportágban 4 sportoló képviselte, akik érmet nem szereztek.

## Atlétika
Férfi
| Versenyző   | Versenyszám | Előfutam | Előfutam | Előfutam | Elődöntő | Elődöntő | Elődöntő | Döntő   | Döntő    |
| Versenyző   | Versenyszám | Idő      | Hely.    | Össz.    | Idő      | Hely.    | Össz.    | Idő     | Helyezés |
| ----------- | ----------- | -------- | -------- | -------- | -------- | -------- | -------- | ------- | -------- |
| Mowen Boino | 400 m gát   | 50,97    | 7.       | 30.      | kiesett  | kiesett  | kiesett  | kiesett | kiesett  |

Női
| Versenyző | Versenyszám | Előfutam | Előfutam | Előfutam | Negyeddöntő | Negyeddöntő | Negyeddöntő | Elődöntő | Elődöntő | Elődöntő | Döntő   | Döntő    |
| Versenyző | Versenyszám | Idő      | Hely.    | Össz.    | Idő         | Hely.       | Össz.       | Idő      | Hely.    | Össz.    | Idő     | Helyezés |
| --------- | ----------- | -------- | -------- | -------- | ----------- | ----------- | ----------- | -------- | -------- | -------- | ------- | -------- |
| Mae Koime | 100 m       | 12,00    | 6.       | 44.      | kiesett     | kiesett     | kiesett     | kiesett  | kiesett  | kiesett  | kiesett | kiesett  |

## Súlyemelés
Női
| Versenyző | Versenyszám | Szakítás | Szakítás | Lökés    | Lökés    | Összesen | Helyezés |
| Versenyző | Versenyszám | Eredmény | Helyezés | Eredmény | Helyezés | Összesen | Helyezés |
| --------- | ----------- | -------- | -------- | -------- | -------- | -------- | -------- |
| Dika Toua | 53 kg       | 75,0     | 8.*      | 102,5    | 5.*      | 177,5    | 6.       |

* - egy másik versenyzővel azonos eredményt ért el

## Úszás
Férfi
| Versenyző | Versenyszám    | Előfutam | Előfutam | Előfutam | Elődöntő | Elődöntő | Elődöntő | Döntő   | Döntő    |
| Versenyző | Versenyszám    | Idő      | Hely.    | Össz.    | Idő      | Hely.    | Össz.    | Idő     | Helyezés |
| --------- | -------------- | -------- | -------- | -------- | -------- | -------- | -------- | ------- | -------- |
| Ryan Pini | 100 m gyors    | 51,11    | 3.       | 39.      | kiesett  | kiesett  | kiesett  | kiesett | kiesett  |
| Ryan Pini | 100 m hát      | 55,97    | 3.       | 20.      | kiesett  | kiesett  | kiesett  | kiesett | kiesett  |
| Ryan Pini | 100 m pillangó | 53,26    | 2.       | 18.      | kiesett  | kiesett  | kiesett  | kiesett | kiesett  |